# Eivor

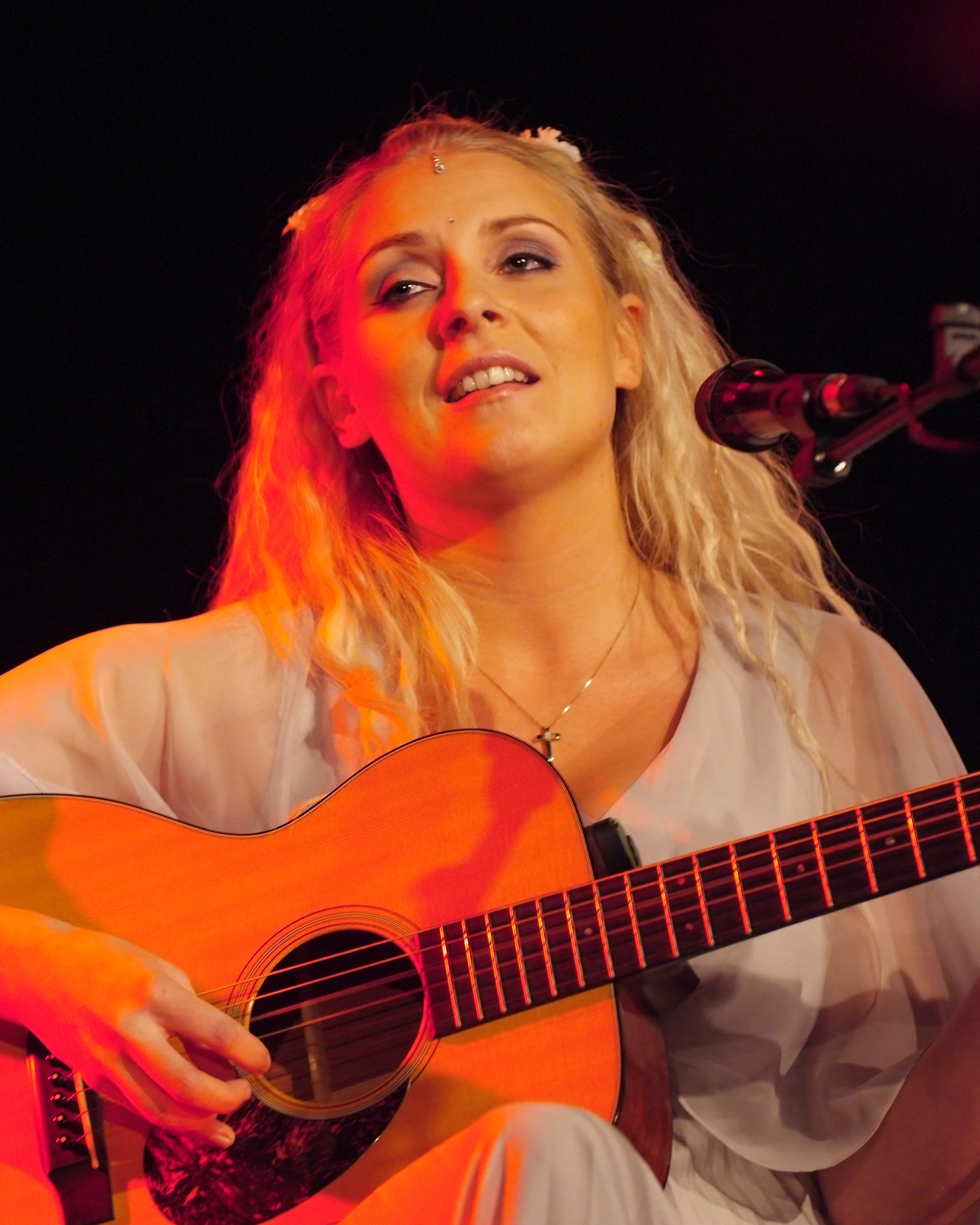
Eivør Pálsdóttir

Eivor, Ejvor eller Eyvor är ett norskt kvinnonamn med oklar betydelse, möjligen en sammansättning av orden ei som betyder ö och vor som betyder försiktig. Det kan också vara samma "vor"/"var" som i ordet "gårdvar", den som vaktar gården (om hundar). Den som vaktar ön alltså. Namnet har använts i Sverige sedan 1800-talet.
Eivor hade en popularitetstopp under mellankrigstiden och fram till och med 1940-talet. Numera får nästan inga flickor namnet som tilltalsnamn.
Den 31 december 2014 fanns det totalt 13 244 kvinnor folkbokförda i Sverige med namnet Eivor, Ejvor eller Eyvor, varav 6 775 bar det som tilltalsnamn.
Namnsdag: 8 juni, tillsammans med Majvor. (1986–1992: 24 oktober). I den finlandssvenska namnsdagslängden har Eivor namnsdag 12 januari sedan 1950.

## Personer med namnet Eivor
- Eivor Engelbrektsson, svensk skådespelerska
- Eivor Fisher, svensk textilkonstnär
- Eivor Landström, svensk skådespelerska
- Eivor Lilja, svensk kvinnorättskämpe
- Eivor Marklund, svensk politiker (v)
- Eivor Olson, svensk friidrottare
- Eivør Pálsdóttir, färöisk sångerska
- Eivor Rasehorn, svensk fotograf